# هيرمان باريتو
هيرمان باريتو (بالإسبانية: Herman Barreto)‏ هو لاعب رماية فنزويلي، ولد في 11 نوفمبر 1926.

## وصلات خارجية
- هيرمان باريتو على موقع أوليمبيديا (الإنجليزية)